# Biblioteca Estense Universitaria di Modena
Die Biblioteca Estense Universitaria ist eine öffentliche Bibliothek in Modena und dort im Palazzo dei Musei untergebracht.

## Geschichte
Die Bibliothek hat ihren historischen Ursprung in der Bibliothekssammlung der Este, jener Familie, die das Herzogtum Ferrara sowie das von Modena und Reggio regierte. Als die Familie Este Ferrara an den Kirchenstaat zurückgeben musste, gelang es ihr, die Bibliothek zusammen mit anderem Familienvermögen, wie der Gemäldegalerie, nach Modena zu übertragen, das 1598 zur Hauptstadt des Herzogtums wurde. Seitdem wuchs die Bibliothek weiter an.
Einige bedeutende Direktoren der Biblioteca Estense:
- Giacomo Cantelli
- Benedetto Bacchini
- Giovan Battista Boccabadati
- Carlo Gemelli
- Lodovico Antonio Muratori
- Francesco Vandelli
- Francesco Antonio Zaccaria
- Girolamo Tiraboschi
- Emma Coen Pirani

Vor allem Tiraboschi war die sorgfältige Auswahl von Dokumenten aus den verschiedenen Ordensgemeinschaften zu verdanken. Insbesondere die Bibliotheken der Jesuiten, Benediktiner, Theatiner und der Franziskaner wurden zusammengeführt.
Nach der napoleonischen Zeit bauten die Herzöge von Österreich-Este die Bibliothek weiter aus und nach der Vereinigung Italiens wurde sie in die Universitätsbibliothek übernommen. 1995 wurden die beiden Institute auch aus organisatorischer Sicht in der Biblioteca Estense Universitaria, einer Abteilung des Ministeriums für Kulturgüter und Tourismus, zusammengeführt.
Sie erfüllt die Funktion der gesetzlichen Hinterlegung für die in der Provinz Modena veröffentlichten Werke.
Es wurde eine Verlegung in das ehemalige Krankenhaus Sant’Agostino, das von der Fondazione Cassa Risparmio di Modena restauriert wurde, beschlossen.

## Bestände
Zu den reichen Beständen der Bibliothek gehören ein byzantinisches Evangeliar des 10. Jahrhunderts, die Cantino-Planisphäre (die älteste erhaltene portugiesische Landkarte), ein katalanischer Globus des 15. Jahrhunderts, die Bibel des Borso d’Este (1455–1461) und einige Prachtbände aus der Bibliothek des ungarischen Königs Matthias Corvinus (1443–1490), der Bibliotheca Corviniana.